# På vårt sätt
På vårt sätt è l'album di debutto del duo musicale svedese Miio, pubblicato il 5 dicembre 2003 su etichetta discografica S56 Recordings.

## Tracce
1. Hänger utanför din dörr (feat. Nico) – 3:37
2. När vi två blir en (feat. Daddy Boastin') – 3:23
3. Vara vänner – 3:57
4. Kom och värm dig (feat. Nico) – 3:25
5. Vi ska gömma oss i varandra – 3:33
6. Fantasi (feat. Ayo) – 3:02
7. Ska vi gå hem till dig (feat. Ayo) – 3:19
8. Precis som du – 4:07
9. Regn hos mig – 3:07
10. Det hjärta som brinner – 3:52
11. När alla vännerna gått hem – 3:34

## Classifiche
| Classifica (2003) | Posizione massima |
| ----------------- | ----------------- |
| Svezia            | 15                |